# Папарано (Витербо)
Папарано је насеље у Италији у округу Витербо, региону Лацио.
Према процени из 2011. у насељу је живело 932 становника. Насеље се налази на надморској висини од 364 м.